# Manuela Gostner
Manuela Gostner (Bolzano, 19 maggio 1984) è una pilota automobilistica italiana.

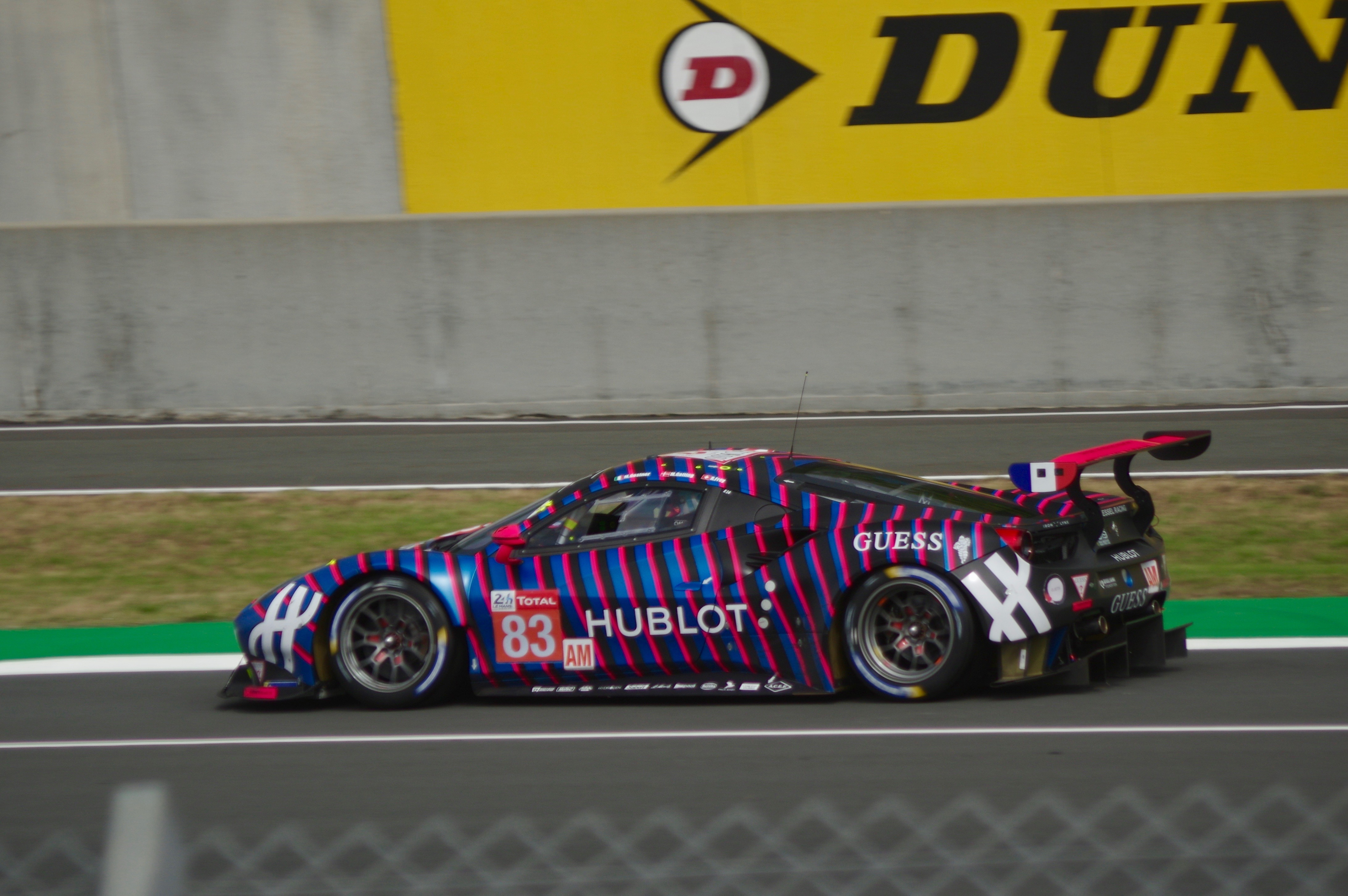
Gostner su Ferrari a Le Mans nel 2019

Nel 2017 si è classificata al terzo posto in classifica generale agli GT4 European Series Northern Cup - Am.
Nel 2018 è arrivata terza nella classifica finale del Ferrari Challenge Europe - Coppa Shell Pro-Am. 
Nella sua carriera ha preso parte a due edizioni della 24 ore di Le Mans nel 2019 e nel 2020 a bordo di una Ferrari 488 GTE. Nello stesso bienno 2019-20 si è classificata al quarto posto nel European Le Mans Series - GTE. A fine 2020 viene realizzata la docu-serie Racing Beyond Limits, che racconta e segue le vicende del team Iron Dames e delle loro pilote che hanno partecipato alla 24 ore di Le Mans 2020.

## Filmografia
- Racing Beyond Limits 2020

## Risultati

### Risultati 24 ore di Le Mans
| Anno | Team          | Co-Piloti                   | Auto                | Classe | Giri | Pos. | Classe Pos. |
| ---- | ------------- | --------------------------- | ------------------- | ------ | ---- | ---- | ----------- |
| 2019 | Kessel Racing | Rahel Frey Michelle Gatting | Ferrari 488 GTE     | GTE Am | 330  | 39°  | 9°          |
| 2020 | Iron Lynx     | Rahel Frey Michelle Gatting | Ferrari 488 GTE Evo | GTE Am | 332  | 34°  | 9°          |